# Coleophora kurdistanella
Coleophora kurdistanella é uma espécie de mariposa do gênero Coleophora pertencente à família Coleophoridae.